# Azoospermie
Azoospermie (von altgr. zoon  für „Lebewesen“ und σπέρμα, spérma, „Keim“, „Same“, vom Verb σπείρειν, speírein „säen“) ist der medizinische Ausdruck für das vollständige Fehlen von Samenreifungszellen und Samenzellen im Ejakulat. Ein durch einen Orgasmus ausgelöster Erguss besteht dann allein aus Sekreten der akzessorischen Geschlechtsdrüsen (Seminalplasma).

## Ursachen

### Präpubertär
Da bei manchen Jungen schon vor der Pubertät von den akzessorischen Geschlechtsdrüsen insbesondere die Prostata in der Lage sein kann, bei entsprechender Stimulation ein Sekret zu bilden, ist es bei diesen Heranwachsenden durchaus möglich, dass auch ein oder mehrere Jahre vor der Geschlechtsreife bei einem Orgasmus eine – wenn auch sehr geringe – Ausscheidung (Ejakulation) von überwiegend Prostatasekret stattfinden kann. Da zu diesem Zeitpunkt noch keine Spermien gebildet werden, kann man bei einem solchen Erguss auch von Azoospermie sprechen.

### Postpubertär
Nach der Pubertät, in deren Verlauf normalerweise die Spermienbildung einsetzt (Spermarche), kann eine Azoospermie auf verschiedene Art und Weise verursacht werden.

### Genetisch bedingte Azoospermie
Die Azoospermie kann als Folge eines genetischen Defekts auf dem Y-Arm im sogenannten Azoospermiefaktor-Gen entstehen. Eine andere Ursache können Kombinationen bestimmter Mutationen im CFTR-Gen darstellen, bei denen entweder die Erbkrankheit Mukoviszidose oder deren milde Variante CBAVD ausgelöst wird, die zumeist mit einer Azoospermie verbunden sind.
Die medizinische Datenbank Orphanet führt folgende Erkrankungen:
- Männliche Infertilität mit Azoospermie oder Oligozoospermie durch Mutation eines einzelnen Gens, betroffen ist das SYCP3-Gen[4][5]
- Chromosom Y-Deletion, partielle, betroffen ist das USP9Y-Gen[6][7]

### Erworbene Azoospermie
Klinisch werden hier folgende Azoospermieformen unterschieden:

#### Obstruktive Azoospermie
Bei der Obstruktiven Azoospermie kann die Ursache eine Verstopfung (Obstruktion) in den Samenleitern zwischen Nebenhoden und Samenblase sein. Auch eine absichtliche Samenleiterdurchtrennung bei Sterilisation kann zu dieser Form gezählt werden.
Auch der beidseitige Verschluss des Ductus ejaculatorius ist eine Ursache der obstruktiven Azoospermie. Im Gegensatz zum Verschluss des Samenleiters ist hierbei das Volumen des Ejakulats deutlich erniedrigt.

#### Nicht-obstruktive Azoospermie
Bei dieser Form der Azoospermie ist die Spermatogenese gestört, sodass keine Spermien gebildet werden. Die Ursache kann beispielsweise eine Degeneration der Hodenkanälchen (Tubuli seminiferi) oder eine Hyperprolaktinämie sein.
Die Folge einer genetisch bedingten wie auch einer erworbenen Azoospermie ist die männliche Infertilität.